# 孙建军 (南京大学)
孙建军（1962年—），南京大学信息管理学院教授、院长，研究方向为息资源管理与网络计量，主编有《信息资源管理概论》、《定量研究方法》等书，任中华人民共和国教育部“长江学者”特聘教授。